# 酸化水銀(II)
酸化水銀(II)（さんかすいぎん(II)、Mercury(II) oxide）は、化学式が HgO と表される水銀の酸化物である。赤色の赤降汞（せきこうこう）と黄色の黄降汞（おうこうこう）とが存在するが、粒子の大きさの違いによるものでX線回折により同一の結晶構造（斜方晶系）であることが判明している。いずれも O-Hg-O が直線で O で屈曲したジグザク状の平面構造に配列している。またやや不安定な六方晶系の多形も存在する。

## 合成
酸素中で水銀を 350 ℃ に加熱すると生成するが、さらに加熱すると、400 ℃ で黒変し 500 ℃ で水銀と酸素とに分解する。あるいは光照射によっても分解する。
酸化水銀(II)を得るには硝酸水銀(II)の熱分解、水銀の陽極酸化、水銀(II)塩水溶液に塩基または炭酸塩を加えても製造できる。すなわち、硝酸水銀(II)の熱分解や水銀の直接酸化では、赤色酸化水銀(II)が生成するのに対して Hg2+ の水溶液に OH- を加えると黄色酸化水銀(II)が沈殿する。
酸化水銀(II)はハロゲン化アルカリ金属、例えばヨウ化カリウム溶液に溶けテトラヨード水銀(II)酸カリウムなどに複分解し塩基性を示す。
{\displaystyle {\ce {{HgO}+ 4KI -> {K2[HgI4]}+ 2KOH}}}
このテトラヨード水銀(II)酸カリウムの薄い溶液に過剰の塩基を加えて平衡を戻すと六方晶系の橙色の酸化水銀(II)の相変態が得られる。
酸化水銀(II)は水に難溶 (5.2×10-3 g/100g; 25 ℃) であるが弱い塩基の為に酸性では溶解する。その溶解度積は以下の通りである。
{\displaystyle {\ce {{HgO(s)}+H2O(l)\ \rightleftarrows \ {Hg^{2+}(aq)}+2OH^{-}(aq)\ ,}}}　{\displaystyle K=3\times 10^{-26}}
また、酸化剤でもあり、SO2 を SO3 に酸化したり、リンを水溶液中でリン酸に酸化する。
古くは、殺菌剤，防腐剤，結膜炎の治療に用いられたが、今日では多くの国で法律により使用規制を受けている。